# شهرستان گریناپ (کنتاکی)
شهرستان گریناپ، کنتاکی (به انگلیسی: Greenup County, Kentucky) یک سکونتگاه مسکونی در ایالات متحده آمریکا است که در کنتاکی واقع شده‌است.